# Az élet játéka
Az élet játéka (eredeti címe: Pollyanna) egy 1913-ban megjelent regény Eleanor H. Porter amerikai írónő tollából. A mű mondanivalója - hogy az ember örömre született a világra - ma is érvényes, hiszen a Bibliában sok helyen találni úgynevezett örvendező verseket. A regényt is ez a szellemiség hatja át. 
Az írónőnek ez hozta meg a nemzetközi ismertséget. A főszereplő kislány, Pollyanna Whittier elárvulása előtt egy fontos játékot, az örömjátékot tanulja meg édesapjától, aki lelkipásztorként dolgozik. Ennek segítségével mindenben talál valamit, aminek örülhet és ezzel a környezetében élők életét is megváltoztatja. 
1915-ben megjelent a regény folytatása Az öröm játéka örök (Pollyanna Grows Up) címmel.

## Cselekmény
A 11 éves Pollyanna Whittier-t édesapja halála után anyai nagynénje, Polly Harrington veszi magához, aki a Vermont államban lévő képzeletbeli városka, Beldingsville lakója. A kislány érkezése előtt egyedül élt a nagy családi házban, csupán három alkalmazottja van: Nancy, a cseléd; Tom, a kertész, és annak fia, Timothy. Rendkívül kötelességtudó hölgy és úgy tűnik, hogy a szeretet iránt nem fogékony. Unokahúga optimizmusa kezdetben nem tetszik neki, és a padlásszobában szállásolja el. A kislány azonban ebben is örömöt talál: az ablakból szép kilátás nyílik a zöldellő völgyre, amely a ház alatt terül el. Azt sem bánja, hogy lekésett örökbefogadása első napján a vacsoráról, hiszen a házban és környéken sok látnivaló akad. Nagynénje mindenesetre szigorú napirendet ír elő neki, de természetesen van elég ideje játszani. Az örömjátékra először Nancy-t tanítja meg, aztán Mrs. Snow-t, aki marandó betegsége miatt kénytelen éjjel-nappal ágyban feküdni, és soha nem örül semminek igazán, de az örömjátéknak köszönhetően már elviselhetőbbnek találja mindennapjait. Pollyanna nagyon örül új otthonának és Beldingsville-nek, s ezzel párhuzamosan a Harrington-ház életét is megváltoztatja: kiskutyát és cicát fogad örökbe, aztán egy árva kisfiút, Jimmy Bean-t is szeretné magához venni, de ez utóbbit Polly néni nem engedi. Ekkor a kislány elhatározza, hogy az ottani nőegylet elé tárja az esetet, ebben pedig már - édesapjának hála - van némi gyakorlata. Ez sajnos nem sikerül, de a nőegylettől hazafelé menet John Pendleton kutyájával találkozik, aki a közben balesetet szenvedett idősödő férfihoz vezeti. Pollyanna magában remetének nevezte el a férfit, sokszor próbált beszédbe elegyedni vele, sikertelenül. Természetesen örömmel segít neki, és Chilton doktornak (akit felhívott) is lassan elnyeri tetszését a kislány természete. Pollyanna a balesetet követően egyre gyakrabban látogatja meg Pendleton urat (erre ő maga kéri), mert ő is kezdi szeretni a kislányt, aki valakire (a regényből kiderül, hogy Pollyanna édesanyjára, Jenny-re) emlékezteti. Pollyanna emellett iskolába jár, igyekszik betartani nagynénje napirendjét, és eközben lassan az egész város megtanulja az örömjátékot, még Ford tiszteletes úr is. 
Október utolsó napján azonban váratlan hír rázza meg Beldingsville életét: Pollyanna iskolából hazafelé menet átszaladt az úttesten, és egy arramenő automobil elütötte. Külső sérülése csupán egy kis vágás a homlokán, de aztán kiderül, hogy nagyobb a baj: az ütközés következtében csípőtől lefelé megbénult, a lábait nem tudja mozgatni. Pollyanna, amikor ezt megtudja, semminek sem tud örülni. Ugyan mindig azt mondogatta: annál érdekesebb a játék, ha minél nehezebb; de úgy érzi, amennyiben többé nem fog tudni járni, akkor nem fog többé örülni semminek. Közben a város lakói az ő kedvéért játszák a játékot, és egymás után látogatnak el a Harrington-házba, hogy üzenetet hagyjanak a kislány számára. Egyik alkalommal Pendleton úr is felkeresi Polly nénit, s bevallja neki, örökbe akarta fogadni Pollyanna-t, hogy mindenét megossza vele. Polly néni rádöbben, hogy a kislány mennyire szereti őt, ő pedig eddig csak mindent kötelességtudatból csinált. Később Pendleton úr örökbe fogadja Jimmy Bean-t, ezt aztán Pollyanna is megtudja, és fokozatosan visszatér belé az öröm, főleg, hogy nagynénje játszani kezdi az örömjátékot. Aztán rájön arra is, hogy a kezei épek, és kötögetni kezd, akárcsak Mrs. Snow. Most már személyesen látogatják meg őt a városka lakói, akik mindent tudnak az állapotáról, és különösen Chilton doktor az, aki szilárdan meg van győződve róla, hogy talán mégis meg lehet gyógyítani, ugyanis Pollyanna esete nagyon hasonlít egy másik esethez, amelyet egy barátja meggyógyított. Ennek ellenére nem megy el Polly Harrington-hoz: kiderül, hogy korábban szerelmesek voltak, de szakítottak egymással, és azóta nem áll szóba vele. Ezt a problémát Jimmy oldja meg: megkéri Polly nénit, hívassa el az orvost. A nagynéni meg is teszi, Pollyanna kitörő jókedvvel fogadja a férfit. Miután Chilton doktor elköszön, Polly néni közli a kislánnyal, hogy az orvos hamarosan a nagybátyja lesz. A látogatás után, egy héttel később Pollyanna-t Chilton doktor abba a kórházba viteti, amely a barátjáé. A hatékony kezelésnek köszönhetően újra képes lesz járni. Erről a regény végén levélben számol be nagynénjének és a ház kertészének: az öreg Tomnak.     

## Feldolgozások
A regényt - népszerűségének köszönhetően - számtalanszor filmesítették meg:
- Pollyanna (némafilm, United Artists (1920)); rendező: Paul Powell, főszerepben: Mary Pickford[2]
- Pollyanna (film, Walt Disney (1960)); rendező: David Swift, főszerepben: Hayley Mills[3]
- Pollyanna (sorozat, BBC (1973)); főszerepben: Elizatbeth Archard[4]
- Pollyanna (TV-film, 1982); főszerepben: Patsy Kensit[5]
- Pollyanna (animesorozat, Nippon Animation (1986))[6]
- Pollyanna (musical, 1989); főszerepben: Keshia Knight Pulliam[7]
- Pollyanna (film, Carlton Television (2003)); rendező: Sarah Harding, főszerepben: Georgina Terry[8]
- As Aventuras de Poliana (brazil telenovella, 2018); rendező Reynaldo Boury, főszerepben: Sophia Valverde[9]